# Élections municipales de France d'outre-mer en 1956
Les élections municipales se déroulent en novembre 1956 en France d’outre-mer. Selon la loi 55-1489 du 18 novembre 1955, les élections municipales sont instituées dans les communes de plein et moyen exercice, d'Afrique occidentale française, Afrique équatoriale française, Madagascar, Cameroun et Togo.

## Résultats
Les élections municipales portent à la tête de plusieurs villes d’Afrique  des hommes qui sont de futurs chefs d’État.

### Abidjan
Maire : Félix Houphouët-Boigny (RDA)

### Bangui
Maire : Barthélemy  Boganda

### Brazzaville
Maire : Fulbert Youlou (UDDIA)

### Conakry
Maire : Sékou Touré

### Dakar
Maire : Lamine Guèye (SFIO), réélu, par 20 voix contre 15 et 2 abstentions.

### Libreville
Maire : Léon Mba

### Niamey
Maire : Djibo Bakary

### Porto-Novo
Maire : Sourou Migan Apithy

## Soudan français
- Bamako, Maire : Modibo Keïta (1915-1977)
- Kayes, Maire : Mamadou Sidibé[4].
- Mopti, Maire : Barema Bocoum[5]

## Cameroun français
Au Cameroun, les élections municipales se déroulent les 15 novembre et 26 novembre 1956 dans 3 communes : 
- Douala ; Maire : Rudolph Tokoto
- Nkongsamba ; Maire : Daniel Kemayou
- Yaoundé ; Maire : André Fouda